# Charles Briot
Charles Auguste Briot (Saint-Hippolyte (Doubs), 19 de julho de 1817 – Ault, 20 de setembro de 1882) foi um matemático francês.

## Vida
Filho de um comerciante de couros. Após um acidente na infância teve um braço paralisado, e seguindo sua vocação dedicou-se à matemática, juntamente com seu amigo de escola Jean-Claude Bouquet. Em 1837 completou os estudos escolares e lecionou depois durante um ano, antes de prestar prova para admissão na Escola Normal Superior de Paris, sendo aprovado em segundo lugar. Completou o curso (agrégation) em 1841 em primeiro lugar. Completou o doutorado em 1842, mesmo ano do doutorado de seu amigo Bouquet. Trabalhou depois como professor ginasial em Orleães, antes de obter um posto de professor na Universidade Lyon I, onde também foi trabalhar seu amigo Bouquet. Em 1851 foi para Paris, onde lecionou em ginásios, dando alguns cursos na École Polytechnique e na Faculdade de Ciências. A partir de 1864 foi professor na Sorbonne e na Escola Normal Superior de Paris.

## Obras
Briot foi conhecido na França durante o século XIX, por seus diversos livros, a maioria deles em publicação conjunta com Bouquet. Trabalhou com funções elípticas (Recherches sur la théorie des fonctions, 1859) e – inspirado por seu amigo Louis Pasteur – com física teórica (teoria do éter para a luz com Essai sur la théorie mathématique de la lumière 1864, transmissão de calor com Théorie mécanique de la chaleur 1869). Em 1859 publicou Théorie des fonctions doublement périodiques (Mallet-Bachelier) e 1875 Théorie des fonctions elliptiques (Gauthier-Villars), ambos livros didáticos amplamente conhecidos ssobre funções elípticas, frequentemente conhecidos como "Briot-Bouquet".

## Condecorações
Em 1882 recebeu o Prêmio Poncelet.